# Cool Spot
Cool Spot era um mascote da 7 Up no início da segunda metade da década de 1980. Durante este tempo, a mancha vermelha no logo da 7 UP foi antropomorfizada: dado braços, pernas, boca e óculos de sol e andava sempre com luvas e tênis.
Nesse jogo você estava na pele do mascote da 7 up no qual é uma mancha vermelha que apareçam em vários comerciais do refrigerante e o melhor é que o refrigerante aparece no game (O Bônus Stage se passa dentro do refrigerante) e nesse jogo não tem chefes e mesmo assim é difícil,seu objetivo é libertar todos os spots para salva-los.
A Virgin Interactive produziu um jogo de plataforma estrelando o Cool Spot. O game foi elogiado por sua jogabilidade desafiante e gráficos suaves, assim como a maioria de suas músicas de fundo compostas por Tommy Tallarico, a qual ganhou prêmios.
Cool Spot foi lançado para Mega Drive ou Sega Genesis, Amiga, Sega Master System, Sega Game Gear, e Super Nintendo, em 1993. Foi lançado para DOS e Game Boy em 1994.